# COFDM

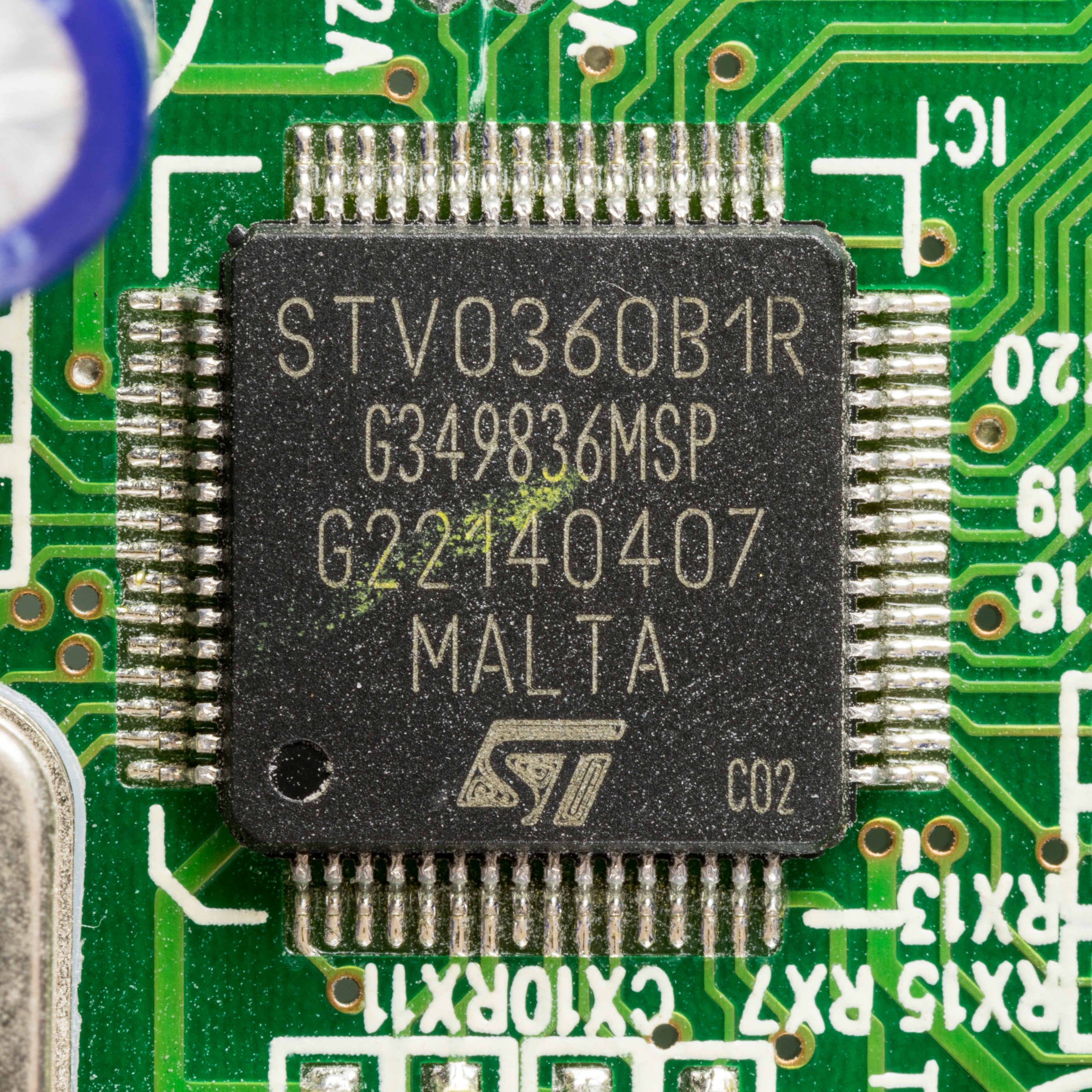
STMicroelectronics STV0360B1R - микросхема демодулятора COFDM

COFDM (англ. Coded Orthogonal Frequency Division Multiplexing) — ортогональное частотное разделение каналов с кодированием. COFDM — это разновидность технологии OFDM, сочетающая канальное кодирование (аббревиатура «C» от англ. coded), и OFDM. Канальное кодирование подразумевает использование прямой коррекции ошибок (FEC), которая применяется для исправления сбоев и ошибок при передаче данных. За счёт передачи избыточной служебной информации возможно восстановление утерянных данных.
COFDM хорошо известен и широко используется в цифровых системах радиовещания (DAB) в Европе, Канаде и Японии.
COFDM хорошо зарекомендовала себя среди вещателей ТВ-программ как новый метод доставки цифровых сигналов потребителю. Главным преимуществом метода передачи COFDM является использование многократных отражений излучаемых сигналов от строений, стен и т.п. с коррекцией, возникающих при приёме искажений и ошибок. Европейский Консорциум DVB принял этот метод передачи как базовый стандарт для эфирного наземного телевещания и мультимедийной продукции.

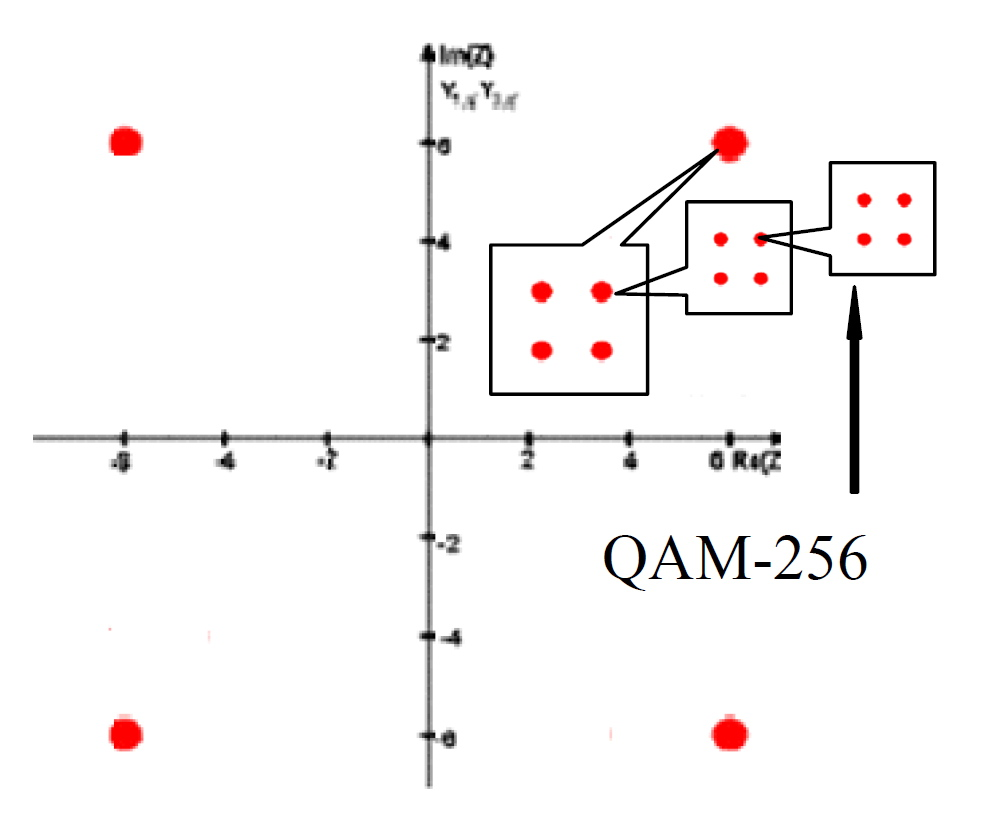
Принцип иерархической модуляции

## Преимущества технологии
- Гибкость, обеспечиваемая возможностью оперативного изменения скорости потока данных и параметров передачи в зависимости от условий распространения радиоволн
- Позволяет осуществлять передачу программ высокой чёткости с достаточным запасом устойчивости
- Обеспечивает гибкость в решении проблем охвата
- Позволяет осуществлять приём в областях, недоступных для других систем, благодаря использованию одночастотных сетей
- Способность к иерархической модуляции
- Высокое качество изображения благодаря использованию цифровых методов обработки
- Высокая помехоустойчивость
- Обеспечение как устойчивого приёма, так и проведения трансляций в движении и т.д.

Это всё послужило дополнительным импульсом для широкого внедрения новой технологии в различных областях производства телевизионной продукции, а так же решения задач передачи данных, например, с борта безэкипажных платформ.